# Mesalina kuri
Espèce
Statut de conservation UICN

 LC  : Préoccupation mineure
Mesalina kuri est une espèce de sauriens de la famille des Lacertidae.

## Répartition
Cette espèce est endémique de Socotra au Yémen.

## Publication originale
- Joger & Mayer, 2002 : A new species of Mesalina (Reptilia: Lacertidae) from Abd al-Kuri, Socotra Archipelago, Yemen, and a preliminary molecular phylogeny for the genus Mesalina. Fauna of Arabia, vol. 19, p. 497-505.